# 阿拉法日

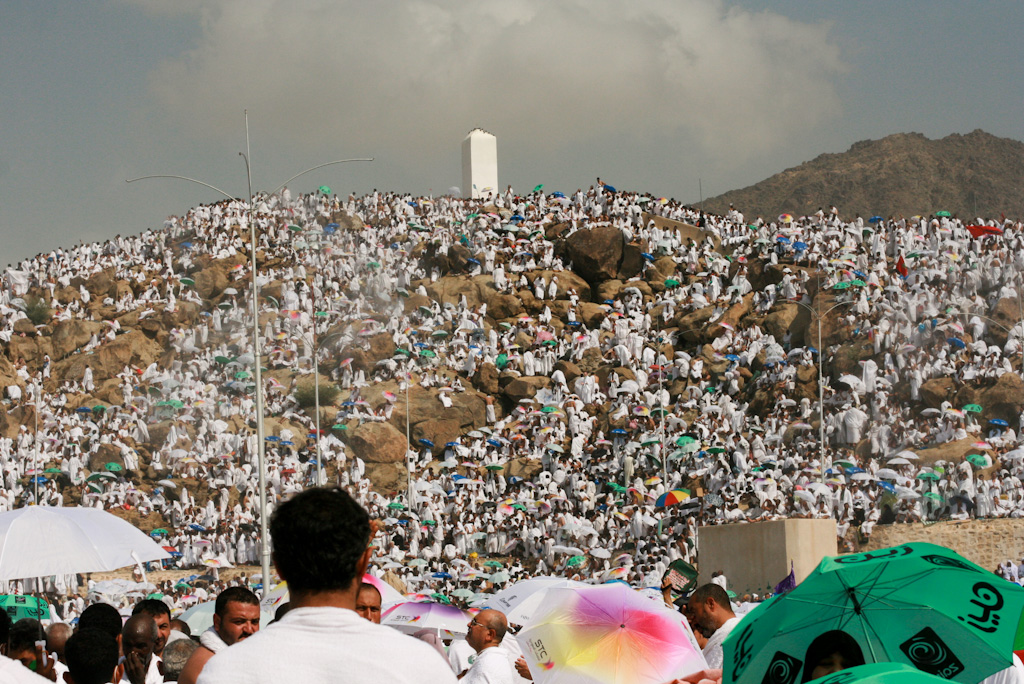
阿拉法日的场面，摄于阿拉法山

阿拉法日（阿拉伯语：يوم عرفة） 是伊斯兰历苏尔海哲月（伊斯兰历法中的12月）九日的伊斯兰节日。这是朝觐最重要的事件之一。阿拉法日是朝觐的第二日，阿拉法日过后一天是伊斯兰教节日古尔邦节的第一天。在这一天的黎明，朝觐的穆斯林需要从米那到附近的阿拉法平原和阿拉法山进行祈祷、礼拜。在阿拉法平原和阿拉法山一带，伊斯兰教先知穆罕默德晚年曾做过他最后、也是最著名的讲道之一。